# Laschamp-Ereignis
Das Laschamp-Ereignis (auch die Laschamp-Exkursion) war eine kurzzeitige Umkehrung des Erdmagnetfeldes, die vor etwa 41.000 (±2000) Jahren stattfand und ungefähr 440 Jahre andauerte. Die Phasen der Umkehrung und der Rückkehr zur heutigen Polung dauerten jeweils etwa 250 Jahre, und das umgekehrte Feld erreichte nur 25 Prozent der Stärke des normalen Feldes. In dieser Zeit erreichte mehr kosmische Strahlung die Erde, die sonst vom stärkeren Erdmagnetfeld stärker abgelenkt wird. Die 1967 entdeckte geomagnetische Exkursion ist die erste gefundene im seit 780.000 Jahren andauernden Brunhes-Chron. Sie fand also während des Weichsel-Hochglazials statt und ist weltweit nachweisbar. Sie stellt deshalb einen wichtigen zeitlichen Fixpunkt (Marker) für die Erforschung der Klimageschichte des Jungpleistozäns dar.

## Typlokalität und Bezeichnung

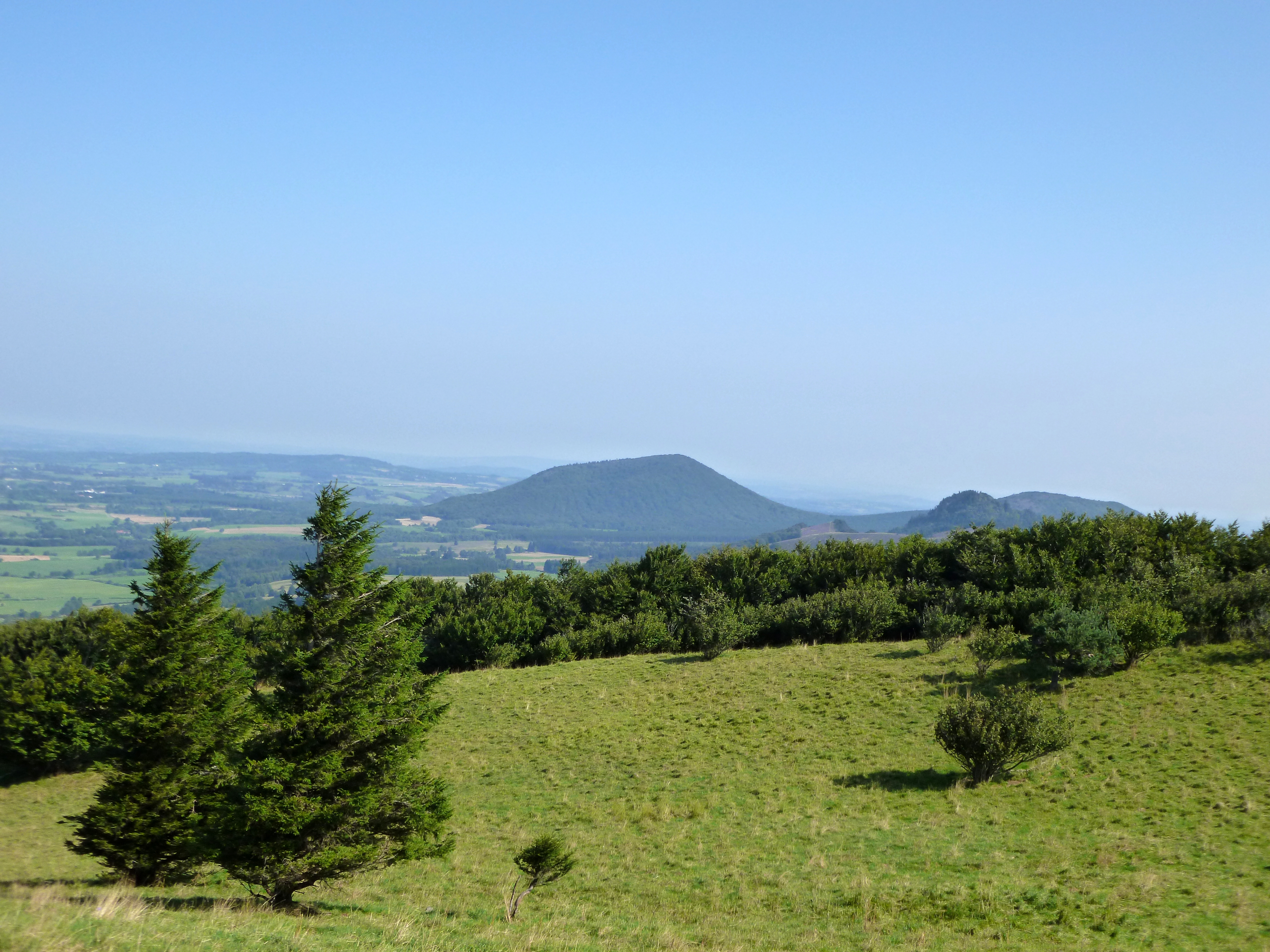
Blick vom Puy de Côme auf den Puy de Louchardière

Das Laschamp-Ereignis wurde nach seiner Typlokalität, dem vom Puy de Laschamp (1255 m) ausgehenden mugearitischen Lavastrom, benannt. Dieser Vulkankegel liegt südwestlich von Clermont-Ferrand beim Dorf Laschamps (Saint-Genès-Champanelle) im französischen Massif Central und gehört zur Chaîne des Puys. Die benachbarten Lavaflüsse von Olby (Hawaiit) und vom Puy de Louchardière haben das Laschamp-Ereignis ebenfalls registriert.
Das Laschamp-Ereignis ist mit dem in norwegischen Höhlensedimenten gefundenen Skjong-Ereignis identisch.

## Geographische Verbreitung
Ergussgestein, das sich während des Laschamp-Ereignisses gebildet hat, wurde bisher auch auf Island und im Auckland Volcanic Field gefunden. Das Signal findet sich auch in Eisbohrkernen (auf Grönland und in der Antarktis) und in Tiefseebohrkernen (Ocean Drilling Program und andere Projekte), beispielsweise im Schwarzen Meer, im Nordatlantik, im Grönland-Becken, im Golf von Mexiko, im Südatlantik, im Indischen Ozean und im Arktischen Ozean nordöstlich von Spitzbergen. Ferner lässt es sich in Höhlenstalagmiten und in Seesedimenten messen.

## Stratigraphie
Das Laschamp-Ereignis fällt ins Huneborg-Stadial (Huneborg I, ein bedeutender Kälterückfall) und korreliert mit dem Dansgaard-Oeschger-Ereignis DO10 (erhebliche Klimaschwankung). Es ereignete sich kurz vor dem Heinrich-Ereignis H4 (beschleunigter Eisvorstoß) und nur relativ kurz vor Ablagerung des Kampanischen Ignimbrits (dem Ausbruch der Phlegräischen Felder vor etwa 39.400 Jahren). Die nächstfolgende Feldexkursion war die Mono-Lake-Exkursion um 35.000 Jahre BP.

## Datierung
Die Datierung geomagnetischer Ereignisse ist indirekt: In einer Stratigraphie muss ein Anhaltspunkt für das Ereignis gefunden werden, und die Stratigraphie muss andere, datierbare Merkmale aufweisen, möglichst in der Nähe.
In Ergussgestein ist die Stärke und Richtung der Feldstärke zum Zeitpunkt der Abkühlung unter den Curie-Punkt als Magnetisierung aufgezeichnet. Für quantitative Messungen muss die Hysteresekurve der Probe bestimmt werden. Datiert wird das nahezu identische Kristallisationsalter mit der Argon-Argon- und Kalium-Argon-Methode, die jedoch wegen der großen Halbwertszeit kalibriert werden muss. Für eine akzeptable zeitliche Abdeckung wurden mehrere Lavaströme untersucht. Ein Ergebnis dieser Untersuchungen ist (41.300 b2k ± 300) Jahre als zentraler Zeitpunkt des Ereignisses.
Die Abschwächung des Magnetfeldes erhöht die Produktionsrate von Radionukliden in der Stratosphäre. 14C hat eine komplexe und langsame Dynamik der Verteilung zwischen Atmosphäre, Biosphäre und Ozean. 10Be wird – an Staub gebunden – schnell ausgewaschen und ist damit ein guter Marker für das Ereignis in Ozeansedimenten und Eisschilden. In grönländischen Eisbohrkernen sind jährliche Schichten zählbar. Das 10Be-Signal darin wird sowohl als absolute Menge pro Flächeneinheit und Jahr als auch als Konzentration ausgewertet und auf die globale Produktionsrate hochgerechnet. Die Datierung durch Zählen ergibt (41.250 ± 1630) Jahre b2k (=before 2000 BC, dänische Eiskernskala). Der größte Teil der Unsicherheit entsteht in den tiefen Schichten, die durch Fließen in die Breite vielfach dünner sind. In den Veröffentlichungen des Greenland Ice Core Project wird als 95-Prozent-Fehlerintervall die Summe der Zählunsicherheiten an allen unsicheren Stellen angegeben.

## Charakterisierung
Die Untersuchung von Bohrkernen aus dem Sediment des Schwarzen Meeres ergab 2012 eine Dauer der Phase mit umgepoltem Feld von 440 Jahren und je 250 Jahre für die Umpolungen. Laj und andere waren 2004 noch von einer Dauer von rund 1000 Jahren für die Umpolung des Feldes ausgegangen. Während der Umpolung sank die Feldstärke im Schwarzen Meer auf weniger als 10 Prozent und erreichte 25 Prozent in der Gegenrichtung.
Der magnetische Inklinationswinkel war im Verlauf des Laschamp-Ereignisses von + 30° (das heißt 30° N) auf − 60° (oder 60° S) gewechselt, um dann wieder auf + 60° zurückzukehren. Die Deklination drehte ausgehend von Nordwest über Nord nach Süd und kehrte dann wieder nach Nord zurück.
Der virtuelle geomagnetische Pol (englisch Virtual Geomagnetic Pole oder abgekürzt VGP) durchlief im Uhrzeigersinn eine große Schleife, die bei 150° östlicher Länge nördlich von Neuguinea zentriert war. Ausgehend von Nordgrönland und nach Vollzug von zwei Spitzkehren durch Nordamerika steuerte er durch den Pazifik in Richtung Antarktis (Umpolung). Der Rückweg verlief durch den Indischen Ozean, Indien, Tibet und endete schließlich in Nordostsibirien.

### Parameter
Die Entstehungsrate für 10Be erreichte während des Laschamp-Ereignisses den in den letzten 60.000 Jahren unerreichten Spitzenwert von 0,85 Atomen/cm2Jahr (im Vergleich: Die Normalwerte bewegen sich generell um 0,4 Atome/cm2Jahr). Die Paläointensitäten des im Laschamp-Lavafluss gemessenen Magnetfeldes schwankten zwischen 1 und 2,8 VADM (englisch Virtual Axial Dipole Moments – Momente des virtuellen Achsendipols, gemessen in 1022Am2). Der um 47.000 Jahre BP erreichte Spitzenwert des Normalfeldes betrug hingegen 13 VADM (Normalwerte liegen um 6 bis 8 VADM).

## Ökologische Folgen
Im Februar 2021 veröffentlichte die Fachzeitschrift Science eine Studie zu den ökologischen Folgen des Laschamp-Ereignisses. Einer internationalen Forschergruppe war es gelungen, anhand einer Baumringdatierung einen fossilen neuseeländischen Kauri-Baum (Agathis australis) zu identifizieren, der in der fraglichen Zeit rund 1700 Jahre in einem Feuchtgebiet der heutigen neuseeländischen Region Northland wuchs, nach seinem Absterben fossilisiert wurde und daher gut erhalten blieb. Zudem gelang es den Forschern, mit Hilfe der Radiokarbonmethode den 14C-Gehalt der Jahresringe zu messen.
Der Studie zufolge wurde ein plötzlicher Anstieg im atmosphärischen C-14-Gehalt nachgewiesen. Ferner stieg die Menge des ins Holz eingelagerten, radioaktiven Isotops Beryllium-10 an, was wiederum mit einer aus Eisbohrkernen bekannten Anomalie korreliert werden konnte. Die Forscher führen diese Veränderungen auf einen Verlust der Ozonschicht zurück, als dessen Folge eine Kette von Veränderungen eintrat, die von den Autoren der Studie als „a  global environmental crisis“ (eine weltweite Umweltkrise) bezeichnet wurde: Auf der Südhalbkugel verlagerten sich die Monsunwinde, im Inneren von Australien trockneten die großen Seen aus, und auf der Nordhalbkugel wurde es erheblich kälter.

## Belege
1. 1 2  Carlo Laj et al.: Dynamics of the earth magnetic field in the 10–75 kyr period comprising the Laschamp and Mono Lake excursions: New results from the French Chaîne des Puys in a global perspective. Earth and Planetary Science Letters 387, 2014, S. 184–197, doi:10.1016/j.epsl.2013.11.031 (online).
2. ↑  Norbert Bonhommet und Jean Babkine: Sur la présence d’aimantation inversée dans la Chaîne des Puys. Comptes rendus hebdomadaires des séances de l'Académie des sciences (Wochenschriften über die Sitzungen der Akademie der Wissenschaften) Serie B 264, Paris 1976, S. 92–94.
3. 1 2 3 4 5  Norbert R. Nowaczyk et al.: Dynamics of the Laschamp geomagnetic excursion from Black Sea sediments. In: Earth and Planetary Science Letters. Band 351–352, 2012, S. 54–69, doi:10.1016/j.epsl.2012.06.050 (online [PDF]).
4. 1 2  Hervé Guillou et al.: On the age of the Laschamp geomagnetic excursion. Earth Planet. Sci. Lett. 227, 2004, S. 331–343, doi:10.1016/j.epsl.2004.09.018 (online).
5. ↑  Achim Brauer et al.: The importance of independent chronology in integrating records of past climate change for the 60e8 ka INTIMATE time interval. Quaternary Science Reviews 106, 2014, S. 47–66, doi:10.1016/j.quascirev.2014.07.006 (Volltext).
6. ↑  Jan Mangerud et al.: Paleomagnetic correlations between scandinavian ice-sheet fluctuations and greenland dansgaard–oeschger events, 45,000–25,000 yr BP. Quaternary Research 59, 2003, S. 213–222, doi:10.1016/S0033-5894(03)00010-3 (online (Memento vom 12. Februar 2019 im Internet Archive)).
7. 1 2  Muscheler et al.: Changes in the carbon cycle during the last deglaciation as indicated by the comparison of 10Be and 14C records. Earth and Planetary Science Letters 219, 2004, S. 325–340, doi:10.1016/S0012-821X(03)00722-2.
8. ↑  Katrine K. Andersen et al.: The Greenland Ice Core Chronology 2005, 15–42 ka. Part 1: constructing the time scale. Quat. Sci. Rev. 25, 2006, S. 3246–3257, doi:10.1016/j.quascirev.2006.08.002 (online).
9. 1 2  Carlo Laj et al.: High resolution global paleointensity stack since 75 kyr (GLOPIS-75) calibrated to absolute values. In: J.E.T. Channell u. a. (Hrsg.): Timescales of the Paleomagnetic Field (= Geophysical Monograph). Band 145. American Geophysical Union, 2004, S. 255–265.
10. ↑  Alan Cooper, Chris S. M. Turney, Jonathan Palmer et al.: A global environmental crisis 42,000 years ago. In: Science. Band 371, Nr. 6531, 2021, S. 811–818, doi:10.1126/science.abb8677.
11. ↑  42.000 Jahre alte sub-fossile Bäume ermöglichen genauere Analyse der letzten Umpolung des Erdmagnetfelds. Auf: awi.de vom 18. Februar 2021.
12. ↑  Umkehr des Erdmagnetfeldes löste eine Naturkatastrophe aus. Auf: deutschlandfunk.de vom 19. Februar 2021.